# Scooby-Doo y la máscara de Fabulman
Scooby-Doo! Mask of the Blue Falcon (Scooby-Doo! y la Máscara de Fabulman en países hispanoparlantes) es la decimonovena película de Scooby-Doo.

## Argumento
Después de resolver otro misterio la pandilla se dirige a una convención de cómics llamada Mega Mondo Pop!, celebrada en San De Pedro, California, para entrar en un concurso de disfraces de sus superhéroes de cómics favoritos, Fabulman y Dinamita, el perro maravilla.

## Voces y doblaje
| Personaje                | Actor de voz original    | Actor de doblaje       |
| ------------------------ | ------------------------ | ---------------------- |
| Shaggy Rogers            | Matthew Lillard          | Arturo Mercado         |
| Scooby-Doo               | Frank Welker             | Antonio Gálvez         |
| Fred Jones               | Frank Welker             | Ricardo Mendoza        |
| Daphne Blake             | Grey DeLisle             | Yolanda Vidal          |
| Vilma Dinkley            | Mindy Cohn               | Irene Jiménez          |
| Owen Garrison / Fabulman | Jeff Bennett             | José Lavat             |
| Jennifer Severin         | Nika Futterman           | Patricia Bolaños       |
| Brad Adams               | Diedrich Bader           | Jaime Alberto Carrillo |
| James Becker             | Billy West               | Pedro D'Aguillón Jr.   |
| Sr. Hyde                 | John DiMaggio            | Gerardo Reyero         |
| Jack Rabble              | Fred Tatasciore          | Gerardo Reyero         |
| Austin                   | Tara Strong              | Claudia Urbán          |
| Dinamita                 | Frank Welker             | Luis Alfonso Mendoza   |
| Alcalde                  | Kevin Michael Richardson | Héctor Moreno          |
| Insertos                 | N/D                      | Daniel Urbán           |